# Атомная энергетика России
Атомная энергетика России — отрасль российской энергетики; страна занимает второе место среди стран Европы (после Франции) по мощности атомной генерации.
Россия обладает полным спектром технологий атомной энергетики, от добычи урановых руд до выработки электроэнергии:
обладает значительными разведанными запасами урановых руд и промышленностью по их добыче и переработке; является мировым лидером по обогащению урана; владеет технологиями проектирования и производства ядерного топлива; осуществляет проектирование, строительство и вывод из эксплуатации атомных энергоблоков; ведёт переработку и утилизацию отработанного ядерного топлива.
 

## Обзор
На январь 2024 года в России на 11 действующих АЭС эксплуатируется 37 энергоблоков общей установленной мощностью ~30 ГВт, из них:
- 24 реактора с водой под давлением — 13 реакторов ВВЭР-1000 (12 блоков 1000 МВт и 1 блок 1100 МВт), 4 реактора ВВЭР-1200 (1200 МВт), 5 реакторов ВВЭР-440 (4 блока 440 МВт и 1 блок 417 МВт), 2 реактора КЛТ-40С (35 МВт);
- 11 канальных кипящих реакторов — 8 РБМК-1000 (1000 МВт каждый) и 3 ЭГП-6 (12 МВт каждый);
- 2 реактора на быстрых нейтронах — БН-600 (600 МВт) и БН-800 (885 МВт).

Самый старый действующий энергетический реактор — реактор № 4 Нововоронежской АЭС ВВЭР-440, введённый в эксплуатацию 28.12.1972 (52 года).
Также выработкой электроэнергии занимаются два исследовательских реактора на площадке НИИАР: ВК-50 и БОР-60.

### Структура отрасли
Для управления научными, инженерными, производственными, оружейными, энергетическими и транспортными активами, относящимися к атомной отрасли России, была создана государственная корпорация Росатом. Гражданские активы российской атомной отрасли сконцентрированы в рамках принадлежащего «Росатому» холдинга «Атомэнергопром». В «Атомэнергопром» входят:
- «Атомредметзолото» — корпорация, специализирующиеся на добыче урана и объединяющая горнорудные активы Росатома.
- «ТВЭЛ» — корпорация, объединяющая активы по фабрикации ядерного топлива, в том числе по обогащению урана. Экспортом топливной продукции занимается «Техснабэкспорт».
- «Атомэнергомаш» — машиностроительный дивизион «Атомэнергопрома».
- «Концерн Росэнергоатом» — управляющая компания российских АЭС.

Инжиниринговый дивизион Росатома объединяет ряд проектных организаций, специализирующихся на проектировании объектов атомной энергетики.
В 2016 году в российской атомной отрасли работало свыше 250 тыс. человек, на ~350 предприятиях (включая АЭС, машиностроительные, производственные и научные предприятия).

### Выработка электроэнергии

Выработка электроэнергии на российских АЭС в 1970—2014 годах, млрд кВт•ч/год

На 1 января 2024 года суммарная установленная электрическая мощность атомных электростанций России составляет 11,9 % от установленной мощности электростанций энергосистемы, а доля атомной энергетики в общей выработке объединённых энергетических систем (ОЭС) России в 2020 году составила 20,28 %.
Регионально доля атомной энергогенерации распределяется следующим образом:
- в Европейской части России — 24,6 %
- в Азиатской части России — 0,42 %.

В том числе, доля атомной энергогенерации по регионам составляет:
- в ОЭС Центра — 40,96 %
- в ОЭС Средней Волги — 27,9 %
- в ОЭС Северо-Запада — 34,5 %
- в ОЭС Юга — 28,1 %
- в ОЭС Урала — 3,4 %
- в ОЭС Сибири — 0,0 %
- в ОЭС Востока — 0,0 %
- в технологически изолированных энергосистемах — 0,4 %

| Год  | Выработка млрд кВт•ч | Доля выработки | КИУМ    | Реализация млрд кВт•ч |
| ---- | -------------------- | -------------- | ------- | --------------------- |
| 1988 |                      |                | 75,5 %  |                       |
| 1991 | 120                  |                |         |                       |
| 1992 | 119,6                |                |         |                       |
| 1993 | 119,2                |                |         |                       |
| 1994 | 97,8                 |                |         |                       |
| 1995 | 99,5                 |                |         |                       |
| 1996 | 109                  |                |         |                       |
| 1997 | 109                  |                |         |                       |
| 1998 | 103,5                |                |         |                       |
| 1999 | 120                  |                | 64,5 %  |                       |
| 2000 | 131                  |                |         |                       |
| 2001 | 137                  |                |         |                       |
| 2002 | 140                  |                | 72 %    |                       |
| 2003 | 150                  |                |         |                       |
| 2004 | 145                  |                |         |                       |
| 2005 | 149                  |                |         |                       |
| 2006 | 156                  |                |         |                       |
| 2007 | 158,3                | 15,9 %         |         | 147,7                 |
| 2008 | 162,3                |                |         | 151,57                |
| 2009 | 163,3                | 16 %           |         | 152,8                 |
| 2010 | 170,1                | 16,6 %         |         | 159,4                 |
| 2011 | 172,7                | 16,6 %         |         | 161,6                 |
| 2012 | 177,3                | 17,1 %         |         | 165,727               |
| 2013 | 172,4                |                |         |                       |
| 2014 | 180,5                |                |         |                       |
| 2015 | 195                  | 18,6 %         |         |                       |
| 2016 | 196,4                | 18,7 %         | 83,1 %  |                       |
| 2017 | 202,868              | 19,25 %        | 83,3 %  |                       |
| 2018 | 204,275              | 18,7 %         | 78,41 % |                       |
| 2019 | 208,784              | 19,04 %        | 79,82 % |                       |
| 2020 | 215,746              | 20,28 %        | 80,3 %  |                       |
| 2021 | 222,436              | 19,7 %         | 82,4 %  |                       |
| 2022 | 223,371              |                | 80,4 %  |                       |
| 2023 | 217,4                |                | 81,5 %  |                       |

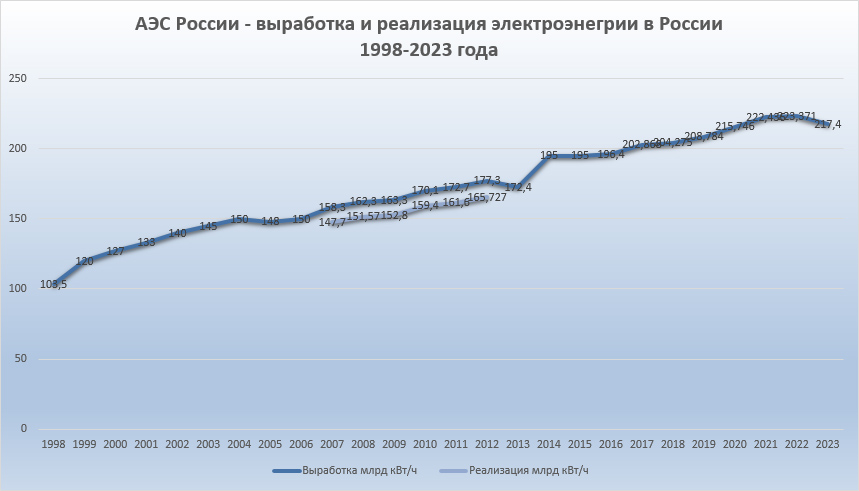
Выработка и реализация электроэнергии в России

КИУМ энергоблоков зависит от длительности топливного цикла. При 18-месячном топливном цикле (реакторы ВВЭР-1000/1200) КИУМ составляет от 90 до 100 %, при 12-месячном топливном цикле (реакторы РБМК-1000 и ВВЭР-440) КИУМ составляет от 70 % до 75 %, при 6-месячном топливном цикле (реакторы БН-600/800) КИУМ составляет 65 %.
После запуска второго энергоблока Ростовской АЭС в 2010 году, председатель правительства России В. В. Путин озвучил планы доведения атомной генерации в общем энергобалансе России с 16 до 20-30 %. Энергетическая стратегия России на период до 2030 года предусматривает увеличение производства электроэнергии на атомных электростанциях до 356—437 ТВт•ч в год (в 2 раза относительно факта 2018 года).

### Производство ядерного топлива

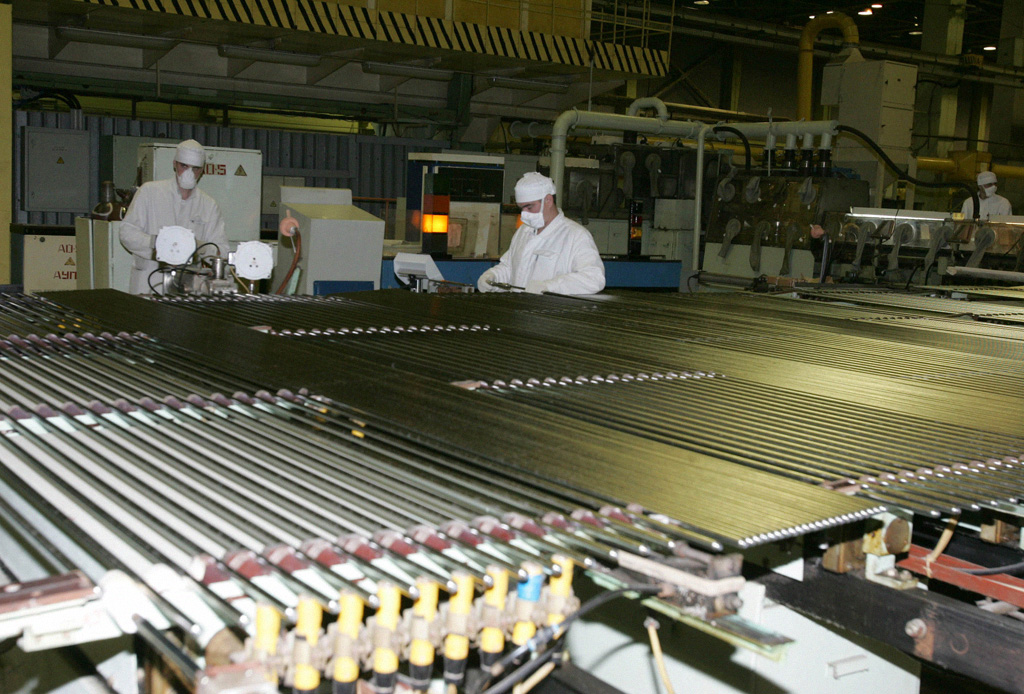
В одном из цехов ОАО «Машиностроительный завод», Электросталь, Московская область.

По состоянию на 2004 год российские АЭС (установленная мощность 23,2 ГВт) потребляют около 3800 тонн природного урана в год. После обогащения получалось:
- 190 тонн урана, обогащённого до 4,3 % для 9 энергоблоков ВВЭР-1000,
- 60 тонн урана, обогащённого до 3,6 % для 6 энергоблоков ВВЭР-440,
- 350 тонн урана, обогащённого до 2,0 % для 11 энергоблоков РБМК,
- 6 тонн урана, обогащённого до 20 % для 1 БН-600

90 тонн урана, обогащённого до 2 % для энергоблоков РБМК, произведено в результате переработки отработавшего топлива реакторов БН, ВВЭР-440, морских и исследовательских реакторов.
В среднем, годовое потребление АЭС 180—190 тонн природного урана на 1 ГВт установленной электрической мощности. Таким образом, в 2019 году потребление российских АЭС составит ~5500 тонн в пересчёте на природный уран.

#### Сырье
Россия обладает разведанными запасами урановых руд, на 2006 год оцениваемыми в 615 тыс. тонн природного урана. Основные уранодобывающие мощности сосредоточены в Забайкальском крае и обслуживаются Приаргунским горно-химическим объединением, которое добывает около 3000 тонн урана в год, что составляет 93 % российской добычи природного урана и 1/3 потребности Росатома в урановом сырье.
Оператором Горнорудного холдинга в Росатоме является «Атомредметзолото» (АРМЗ). На конец 2017 года минерально-сырьевая база, контролируемая АРМЗ, составляет 523,9 тыс. тонн. Это второе место в мире среди уранодобывающих компаний. Кроме этого, Росатом владеет иностранными месторождениями в Казахстане, США и Танзании. Они входят в холдинг Uranium One.

### Утилизация отработанного топлива
В России ведётся переработка отработавшего ядерного топлива. Цель переработки достижение максимального энергетического потенциала природного ядерного топлива, минимизация и изоляция от биосферы продуктов деления. Для выполнения первой задачи из ОЯТ извлекается оставшийся уран и наработанный плутоний. Для выполнения второй задачи выделяются особо опасные нуклиды, подлежащие дальнейшей трансмутации в ядерных реакторах.
Первый завод по переработке ОЯТ РТ-1 заработал в 1977 году на ПО «Маяк». Он перерабатывал ОЯТ реакторов ВВЭР-440, БН-350, БН-600 и транспортных ЯЭУ по технологии PUREX. К началу 1990-х годов производительность завода по урану оценивалась в 1600 тонн в год. В 2016 году на заводе завершена реконструкция, позволившая расширить номенклатуру перерабатываемых изделий и увеличить производительность.
На 2019 год на территории Сибирского химического комбината в рамках проекта «Прорыв» ведётся строительство завода переработки ОЯТ для демонстрации замыкания топливного цикла на базе реактора «БРЕСТ-ОД-300».

## История

### АЭС в России

#### Наследие СССР

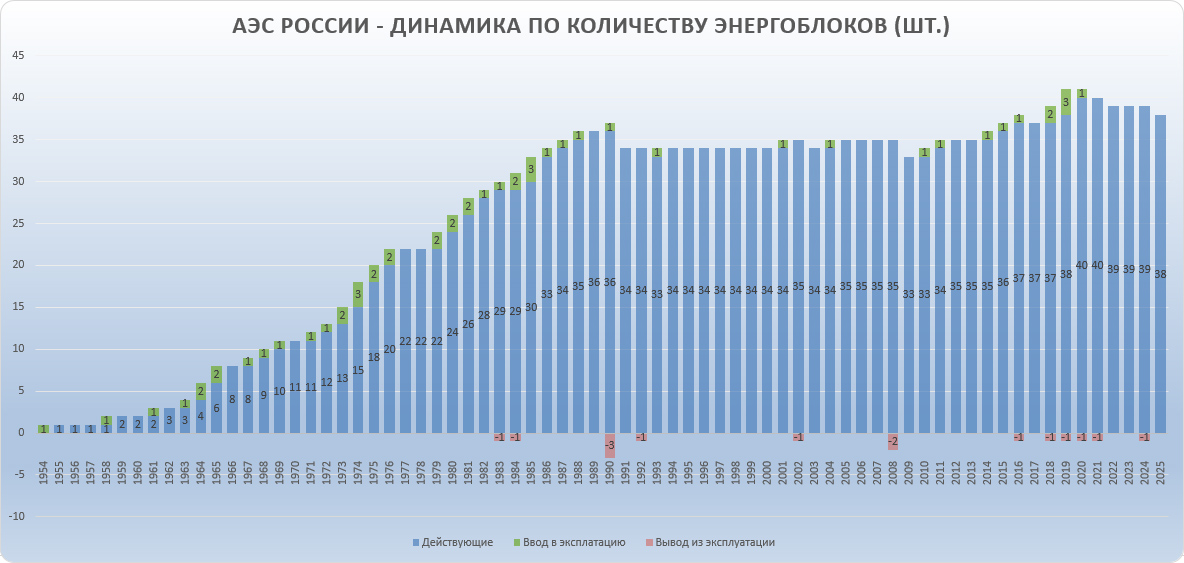
Динамика по количеству энергоблоков (шт.)

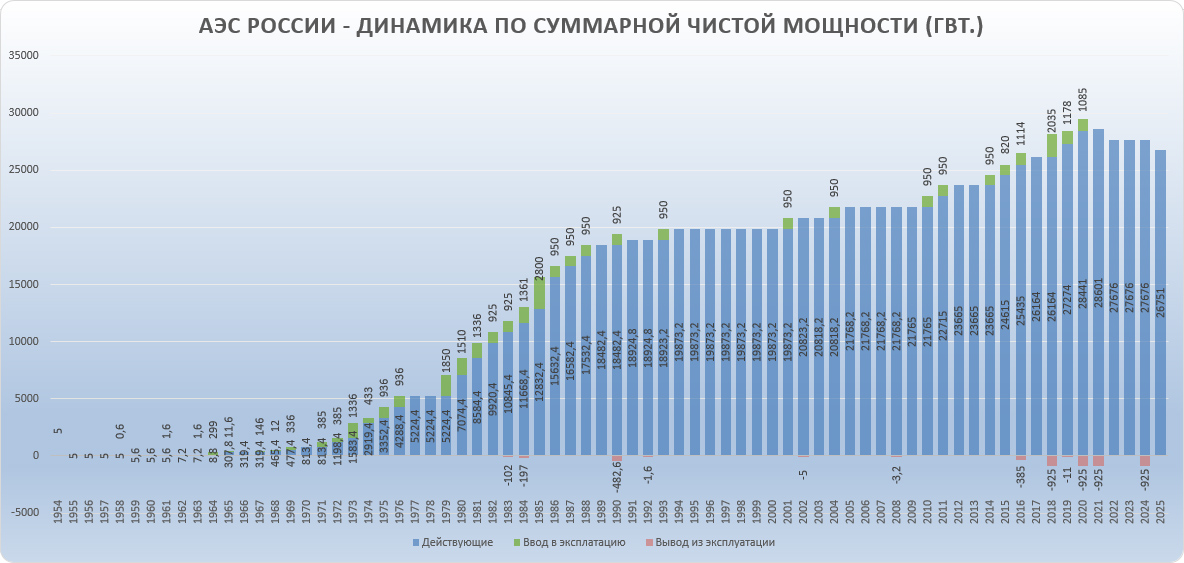
Динамика по суммарной мощности (ГВт)

От СССР Российской Федерации досталось 28 энергоблоков на 10 АЭС общей номинальной мощностью 20 242 МВт (без учёта реакторов, для которых выработка электроэнергии была побочной задачей, например экспериментальной Обнинской АЭС, исследовательских реакторов ВК-50 и БОР-60, промышленной Сибирской АЭС).
Позднее в России достроили несколько энергоблоков, строительство которых было начато в СССР: 4-й блок на Балаковской АЭС (пуск 1993 год), 3-й блок Калининской АЭС (2004 год), 1-й и 2-й блоки Ростовской АЭС (2001 и 2010 года).

#### Строительство
В 2006 году правительство России приняло федеральную целевую программу «Развитие атомного энергопромышленного комплекса России на 2007—2010 годы и на перспективу до 2015 года». Программа предусматривала запуск строительства АЭС темпом не менее 2 ГВт в год в 2007—2010 годах. Эта программа была выполнена путём запуска строительства 8 энергоблоков. В 2020 году подключён к сети последний энергоблок, построенный в ходе реализации этой программы. 
В 2013 году была утверждена первая редакция «Схемы территориального планирования Российской Федерации в области энергетики». Её актуальная на 2019 год редакция определяет строительство десяти АЭС общей установленной мощностью 21,4 ГВт до 2030 года. На начало 2019 года по этой программе велось строительство.
Кроме возведения АЭС средней и большой мощности в России строят энергоблоки с реакторами малой мощности. Построена и пущена в 2019 году плавучая АЭС малой мощности из двух энергоблоков электрической мощностью по 35 МВт.

#### Вывод из эксплуатации
На момент распада СССР в стадии окончательно остановленных числились два блока Нововоронежской и два блока Белоярской АЭС.
- В 2002 году был заглушен единственный реактор первой в мире Обнинской АЭС.
- В 2008 году были остановлены промышленные реакторы Сибирской АЭС, попутно вырабатывавшие электроэнергию.
- В 2016 году выведен из эксплуатации третий энергоблок Нововоронежской АЭС.
- В 2018 году выведен из эксплуатации первый энергоблок Ленинградской АЭС.
- В 2019 году выведен из эксплуатации первый энергоблок Билибинской АЭС.
- В 2020 году выведен из эксплуатации второй энергоблок Ленинградской АЭС.
- В 2021 году выведен из эксплуатации первый энергоблок Курской АЭС.
- В 2024 году выведен из эксплуатации второй энергоблок Курской АЭС.

### Производство ядерного топлива
От СССР России достался полный спектр технологий и производственных мощностей, необходимых для изготовления ядерного топлива. Это добыча, переработка руд, изотопное обогащение урана, разработка и изготовление конструкций тепловыделяющих элементов, производство легирующих изотопов. За исключением добычи мощности превышают собственные потребности РФ, потому Россия активно экспортирует услуги по обогащению урана и фабрикации топлива. Сейчас Росатому принадлежит 40 % мирового рынка услуг по обогащению урана и 17 % рынка по поставке ядерного топлива для АЭС.
За обогащение урана отвечает Топливная компания ТВЭЛ, в которую входят комбинаты УЭХК (мировой лидер по обогащению урана) СХК, АЭХК, ЭХЗ. На данный момент в мире почти каждый шестой реактор АЭС работает на обогащённом уране, созданном предприятиями Топливной компании.
В 2016 году подразделение Росатома — Топливная компания ТВЭЛ заключил первый контракт на коммерческую поставку за рубеж топливных сборок «ТВС-Квадрат», подходящих АЭС иностранного дизайна (с легководными реакторами типа PWR). Первый контракт заключён со Швецией для АЭС Рингхальс. В отличие российских топливных сборок, имеющих шестигранное сечение, «ТВС-Квадрат» имеют квадратное сечение.
Кроме того, в 2016 году было подписано соглашение с Global Nuclear Fuel-Americas (дочерняя компания GE-Hitachi) о сотрудничестве по продвижению «ТВС-Квадрат» на американский рынок. Предполагается, что загрузка топлива на американские АЭС произойдёт в 2019 году. В Росатоме в апреле 2019 года подтвердили, что работа с США по поставке «ТВС-Квадрат» идёт по графику.
В январе 2019 года Росатом подписал контракт для производства топлива для реакторов на быстрых нейтронах с китайской CNLY, которая входит в национальную корпорацию СNNC (China National Nuclear Corporation). Топливо будет изготовляться для возводящегося энергоблока с реактором на быстрых нейтронах CFR-600 — для первой загрузки, а потом перезагрузки в течение семи лет работы реактора. Для этого проекта ТВЭЛ построит специальный производственный цех на МСЗ (Электросталь)

### Экспорт
Россия имеет контракты в области атомной энергетики с Индией, Бангладеш,Арменией, Китаем, Ираном, Турцией, Болгарией, Белоруссией , Египтом, Венгрией, Финляндией (поставка топлива на АЭС «Ловииса») и с рядом стран Центральной Европы.
Кроме поставки на экспорт урана и технологий возведения АЭС, Россия также предлагает странам строительство исследовательских реакторов и топлива для них. На данный момент по российским технологиям были построены свыше 20 исследовательских реакторов за рубежом.
В 2023 году Россия продала США уран на максимальную сумму за всю историю — 1,2 млрд долларов, поставив 702 тонны. Таким образом РФ сохранила первое место по стоимости поставок урана в Соединенные Штаты.
| Страна                                                                                                   | Блок         | Тип            | Начало строительства | Подключение к сети |
| --- | ------------ | -------------- | -------------------- | ------------------ |
| Иран | Бушер-1      | ВВЭР-1000/446  | Достройка с 01.1995  | 03.09.2011         |
| Иран | Бушер-2      | ВВЭР-1000/528  | 10.11.2019           |                    |
| Китай | Тяньвань-1   | ВВЭР-1000/428  | 20.10.1999           | 12.05.2006         |
| Китай | Тяньвань-2   | ВВЭР-1000/428  | 20.10.2000           | 14.05.2007         |
| Китай | Тяньвань-3   | ВВЭР-1000/428M | 27.12.2012           | 30.12.2017         |
| Китай | Тяньвань-4   | ВВЭР-1000/428M | 27.09.2013           | 27.10.2018         |
| Китай | Тяньвань-7   | ВВЭР-1200/491  | 19.05.2021           |                    |
| Китай | Тяньвань-8   | ВВЭР-1200/491  | 28.02.2022           |                    |
| Китай | Сюйдапу-3    | ВВЭР-1200/491  | 19.05.2021           |                    |
| Китай | Сюйдапу-4    | ВВЭР-1200/491  | 19.05.2022           |                    |
| Индия | Куданкулам-1 | ВВЭР-1000/412  | 30.03.2002           | 22.10.2013         |
| Индия | Куданкулам-2 | ВВЭР-1000/412  | 04.07.2002           | 29.08.2016         |
| Индия | Куданкулам-3 | ВВЭР-1000/412  | 29.06.2017           |                    |
| Индия | Куданкулам-4 | ВВЭР-1000/412  | 23.10.2017           |                    |
| Индия | Куданкулам-5 | ВВЭР-1000/412  | 29.06.2021           |                    |
| Индия | Куданкулам-6 | ВВЭР-1000/412  | 20.12.2021           |                    |
| Белоруссия                                                                                               | Белоруссия-1 | ВВЭР-1200/491  | 06.11.2013           | 03.11.2020         |
| Белоруссия                                                                                               | Белоруссия-2 | ВВЭР-1200/491  | 03.06.2014           | 13.05.2023         |
| Бангладеш                                                                                                | Руппур-1     | ВВЭР-1200/523  | 30.11.2017           |                    |
| Бангладеш                                                                                                | Руппур-2     | ВВЭР-1200/523  | 14.07.2018           |                    |
| Турция                                                                                                   | Аккую-1      | ВВЭР-1200/509  | 03.04.2018           |                    |
| Турция                                                                                                   | Аккую-2      | ВВЭР-1200/509  | 26.06.2020           |                    |
| Турция                                                                                                   | Аккую-3      | ВВЭР-1200/509  | 10.03.2021           |                    |
| Турция                                                                                                   | Аккую-4      | ВВЭР-1200/509  | 27.05.2022           |                    |
| Египет                                                                                                   | Эль-Дабаа-1  | ВВЭР-1200/509  | 20.07.2022           |                    |
| Египет                                                                                                   | Эль-Дабаа-2  | ВВЭР-1200/509  | 19.11.2022           |                    |
| Египет                                                                                                   | Эль-Дабаа-3  | ВВЭР-1200/509  | 03.05.2023           |                    |
| Египет                                                                                                   | Эль-Дабаа-4  | ВВЭР-1200/509  | 23.01.2024           |                    |
| По состоянию на апрель 2025 года В таблице указаны только блоки на которых прошла заливка первого бетона |              |                |                      |                    |

На апрель 2025 ведутся подготовительные строительные работы на площадках АЭС в Узбекистане и второй очереди АЭС Пакш в Венгрии.
В июле 2025 власти Казахстана утвердили консорциум, возглавляемый Росатомом в качестве главного подрядчика строительства первой в стране АЭС.

### Реорганизации
До аварии на Чернобыльской АЭС атомные электростанции были в зоне ответственности двух организаций: министерства энергетики и электрификации СССР и министерства среднего машиностроения СССР. После аварии, 21 июля 1986 года, было создано профильное министерство атомной энергетики СССР. 27 июня 1989 года оно было объединено с Министерством среднего машиностроения СССР в Министерство атомной энергетики и промышленности СССР.
29 января 1992 года указом президента РФ Б. Н. Ельцина было создано Министерство Российской Федерации по атомной энергии, этим же указом определялось, что министерство является правопреемником упразднённого Министерства атомной энергетики и промышленности СССР.
В 2004 году указом президента РФ министерство Министерство Российской Федерации по атомной энергии было упразднено, а его функции переданы вновь созданному Министерству промышленности и энергетики Российской Федерации. Тем же указом было создано Федеральное агентство по атомной энергии, которому были переданы полномочия по оказанию государственных услуг и управлению имуществом упразднённого министерства.
В 2007 году федеральные власти инициировали создание единого государственного холдинга «Атомэнергопром» объединяющего компании Росэнергоатом, ТВЭЛ, Техснабэкспорт и Атомстройэкспорт. 100 % акций ОАО «Атомэнергопром» передавалось одновременно созданной Государственной корпорации по атомной энергии «Росатом».
На данный момент «Росатом» состоит из следующих основных дивизионов: электроэнергетический, машиностроительный, горнорудный, инжиниринговый, топливный, наука и инновации, ядерный оружейный комплекс (ЯОК), куда входит ФГУП «Атомфлот».

### Достижения
По состоянию на декабрь 2020 года за постсоветские годы подключены к сети 22 энергоблока (в России достроено 4 советских энергоблока и построено 10 новых, 8 энергоблоков построено за рубежом). Более быстрыми темпами развивается только атомная энергетика Китая.
В 2020 году российские АЭС установили новый абсолютный рекорд по выработке электроэнергии. Было выработано 215,746 млрд кВт•ч, а доля ядерной электрогенерации впервые превысила 20 % от общей по стране. Таким образом, был превзойдён абсолютный рекорд по выработке, достигнутый в СССР ещё в 1988 году, и составлявший 212,58 млрд кВт•ч (с учётом АЭС Украины, Литвы и Армении).
Калининская АЭС в 2018 году установила новый российский рекорд среди станций по годовой выработке электроэнергии — 35,2 млрд кВт•ч, при этом достигнут коэффициент использования установленной мощности 100,42 %.
В январе 2018 года Ленинградская АЭС первой из российских станций достигла общей выработки в 1 трлн кВт*ч за 45 лет работы.
В 2009 году прирост производства урана составил 25 % в сравнении с 2008 г.
Россия — единственная страна, эксплуатирующая реакторы на быстрых нейтронах. Работают два энергоблока с реакторами на быстрых нейтронах с натриевым теплоносителем БН-600 и БН-800. Строится комплекс БРЕСТ-ОД-300 с реактором со свинцовым теплоносителем и демонстрационным комплексом закрытого топливного цикла (то есть, таким режимом эксплуатации ядерного топлива, который позволяет сжигать не только редкий уран-235, но и гораздо более распространенный уран-238).

## Действующие АЭС
|                                                                                                  | |                                                              |                                                                     | |
| Балаковская                                                                                      | Белоярская | Билибинская                                                  | Калининская                                                         | Кольская |
| ВВЭР-1000 (1985) ВВЭР-1000 (1987) ВВЭР-1000 (1988) ВВЭР-1000 (1993) ВВЭР-1000                    | АМБ-100 (1964—1983) АМБ-200 (1967—1990) БН-600 (1980) БН-800 (2015)                                                       | ЭГП-6 (1974—2019) ЭГП-6 (1974) ЭГП-6 (1975) ЭГП-6 (1976)     | ВВЭР-1000 (1984) ВВЭР-1000 (1986) ВВЭР-1000 (2004) ВВЭР-1000 (2011) | ВВЭР-440 (1973) ВВЭР-440 (1974) ВВЭР-440 (1981) ВВЭР-440 (1984)                                                                   |
|                                                                                                  | |                                                              |                                                                     | |
| Курская Курская-2                                                                                | Ленинградская Ленинградская-2                                                                                             | Академик Ломоносов                                           | НИИАР                                                               | Нововоронежская |
| РБМК-1000 (1976—2021) РБМК-1000 (1979—2024) РБМК-1000 (1983) РБМК-1000 (1985) РБМК-1000 ВВЭР-ТОИ | РБМК-1000 (1973—2018) РБМК-1000 (1975—2020) РБМК-1000 (1979) РБМК-1000 (1981) ВВЭР-1200 (2018) ВВЭР-1200 (2020) ВВЭР-1200 | КЛТ-40С (2019) КЛТ-40С (2019)                                | ВК-50 (1965) БОР-60 (1968) МБИР                                     | ВВЭР-210 (1964—1984) ВВЭР-365 (1969—1990) ВВЭР-440 (1971—2016) ВВЭР-440 (1972) ВВЭР-1000 (1980) ВВЭР-1200 (2016) ВВЭР-1200 (2019) |
|                                                                                                  | |                                                              |                                                                     | |
|                                                                                                  | Ростовская | Смоленская                                                   |                                                                     | |
|                                                                                                  | ВВЭР-1000 (2001) ВВЭР-1000 (2010) ВВЭР-1000 (2014) ВВЭР-1000 (2018)                                                       | РБМК-1000 (1982) РБМК-1000 (1985) РБМК-1000 (1990) РБМК-1000 |                                                                     | |

| Точка перед номером энергоблока отражает его статус: | — работает                     | — сооружается                  | — не достроен                  | — выведен из эксплуатации      |
| ---------------------------------------------------- | ------------------------------ | ------------------------------ | ------------------------------ | ------------------------------ |
| По состоянию на март 2024 года                       | По состоянию на март 2024 года | По состоянию на март 2024 года | По состоянию на март 2024 года | Перейти к шаблону «АЭС России» |

### Балаковская АЭС
Расположена рядом с городом Балаково, Саратовской области, на левом берегу Саратовского водохранилища. Состоит из четырёх блоков ВВЭР-1000, введённых в эксплуатацию в 1985, 1987, 1988 и 1993 годах. Ежегодно она вырабатывает более 30 млрд кВт·ч электроэнергии. В 2018 году выработка электроэнергии составила 31,861 млрд кВт·ч, КИУМ — 90,9 %. Все блоки станции работают на повышенном уровне тепловой мощности — 104 % от номинальной.

### Белоярская АЭС

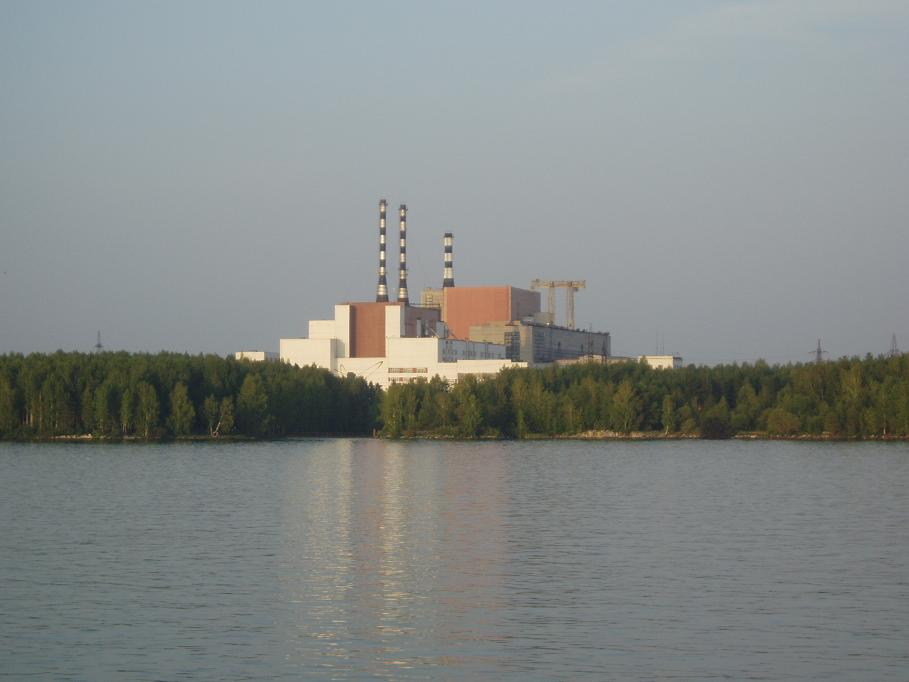
Белоярская АЭС

Расположена в городе Заречный, в Свердловской области, вторая промышленная атомная станция в стране (после Сибирской).
На станции были сооружены четыре энергоблока: два с реакторами на тепловых нейтронах (пуски в 1964 и 1967 годах, выведены из эксплуатации в 1983 и 1990 годах) и два с реактором на быстрых нейтронах (пуски в 1980 и 2015 годах). В настоящее время действующими энергоблоками являются 3-й и 4-й энергоблоки с реакторами БН-600 и БН-800 электрической мощностью 600 МВт и 880 МВт соответственно. БН-600 сдан в эксплуатацию в апреле 1980 года — первый в мире энергоблок промышленного масштаба с реактором на быстрых нейтронах. БН-800 сдан в промышленную эксплуатацию в ноябре 2016 года. Он также является крупнейшим в мире энергоблоком с реактором на быстрых нейтронах.
В 2018 году выработка электроэнергии составила 8,838 млрд кВт·ч, КИУМ — 67,9 %.

### Билибинская АЭС
Расположена рядом с городом Билибино Чукотского автономного округа. Состоит из четырёх блоков ЭГП-6 мощностью по 12 МВт, введённых в эксплуатацию в 1974 (два блока), 1975 и 1976 годах.
Вырабатывает электрическую и тепловую энергию, обеспечивает около 80 % энергии в Чаун-Билибинской энергосистеме. Первый энергоблок остановлен, предполагается вывод из эксплуатации оставшихся трёх энергоблоков в 2019—2021 гг. Вместо неё электроэнергией регион будет снабжать ПАТЭС.
В 2018 году выработка электроэнергии составила 0,212 млрд кВт·ч, КИУМ — 50,5 %.

### Калининская АЭС
Расположена на севере Тверской области, на южном берегу озера Удомля и около одноимённого города. Состоит из четырёх энергоблоков с реакторами ВВЭР-1000 электрической мощностью по 1000 МВт, которые были введены в эксплуатацию в 1984, 1986, 2004 и 2011 годах. В 2018 году построен крупнейший в Европе дата-центр «Менделеев» (ЦОД), который напрямую подключен к Калининской АЭС.
В 2018 году выработка электроэнергии составила 35,187 млрд кВт·ч, КИУМ — 100,4 %.

### Кольская АЭС
Расположена рядом с городом Полярные Зори Мурманской области, на берегу озера Имандра. Состоит из четырёх блоков ВВЭР-440, введённых в эксплуатацию в 1973, 1974, 1981 и 1984 годах.
Мощность станции — 1760 МВт.
В 2018 году выработка электроэнергии составила 10,234 млрд кВт·ч, КИУМ — 66,4 %.

### Курская АЭС
Расположена рядом с городом Курчатов Курской области, на берегу реки Сейм. Состоит из четырёх блоков РБМК-1000, введённых в эксплуатацию в 1976, 1979, 1983 и 1985 годах. Мощность станции 4000 МВт.
В 2018 году выработка электроэнергии составила 24,773 млрд кВт·ч, КИУМ — 70,7 %.
В 2018 году началась заливка бетона для строительства Курской АЭС-2 поколения «3+» с новыми реакторами ВВЭР-ТОИ.

### Ленинградская АЭС
Ленинградская АЭС расположена рядом с городом Сосновый Бор Ленинградской области, на побережье Финского залива. Состоит из четырёх блоков РБМК-1000, введённых в эксплуатацию в 1973, 1975, 1979 и 1981 годах.
В 2018 году первый блок планово выведен из эксплуатации. Для замещения выбывающих мощностей с 2008 года строится Ленинградская АЭС-2.
В 2018 году выработка электроэнергии составила 28,815 млрд кВт·ч, КИУМ — 72,4 %.

### Нововоронежская АЭС
Расположена в Воронежской области рядом с городом Нововоронеж, на левом берегу реки Дон. Состоит из семи энергоблоков (пуски в 1964, 1969, 1971, 1972, 1980, 2016 и 2019 годах). Из них первые три уже выведены из эксплуатации (в 1984, 1990 и 2016 годах соответственно). Оставшиеся блоки это ВВЭР-440, ВВЭР-1000 и ВВЭР-1200 общей мощностью 3778,3 МВт.
В 2018 году выработка электроэнергии составила 15,971 млрд кВт·ч, КИУМ — 70,2 %.

### Ростовская АЭС
Расположена в Ростовской области около города Волгодонск. Состоит из 4 энергоблоков ВВЭР-1000 общей мощностью 4070 МВт. Пуски в 2001, 2010, 2014 и 2018 годах. Единственная в России АЭС, на которой за семь лет запущены в эксплуатацию три энергоблока на одной площадке.
В 2001—2010 годах станция носила название «Волгодонская АЭС», с пуском второго энергоблока станция была переименована в Ростовскую АЭС.
В 2018 году выработка электроэнергии составила 29,369 млрд кВт·ч, КИУМ — 89,7 %.

### Смоленская АЭС
Расположена рядом с городом Десногорск Смоленской области. Станция состоит из трёх энергоблоков, с реакторами типа РБМК-1000, которые введены в эксплуатацию в 1982, 1985 и 1990 годах.
В 2018 году выработка электроэнергии составила 19,011 млрд кВт·ч, КИУМ — 72,3 %.

### ГНЦ НИИАР
На площадке научно-исследовательского института атомных реакторов (НИИАР) в г. Димитровграде эксплуатируется ряд исследовательских реакторов. Пар от реакторов БОР-60 и ВК-50 утилизируется на турбогенераторах ПТ-12-90/10М и АК-70-13, электроэнергия от которых идёт как на собственные нужды ГНЦ НИИАР, так и отпускается в энергосистему Ульяновской области. В 2018 году выработка электроэнергии составила 252 млн кВт·ч.

## Строительство АЭС в России
После распада СССР Российской Федерации досталось несколько незавершённых объектов ядерной энергетики разной степени готовности. Строительство некоторых было прекращено, объекты были разграблены или законсервированы. Другие были достроены:
- 4-й блок Балаковской АЭС пущен в 1993 году
- 3-й блок Калининской АЭС пущен в 2004 году
- 1-й и 2-й блоки Ростовской АЭС пущены в 2001 и 2010 годах.

В 2006 году правительство принимает ФЦП «Развитие атомного энергопромышленного комплекса России на 2007—2010 годы и на перспективу до 2015 года». Программа предусматривала строительство АЭС темпом не менее 2 ГВт в год в 2007—2010 годах, мероприятия по продлению сроков эксплуатации действующих АЭС, развитие и реконструкцию производственных мощностей. В рамках этой программы было заложено 8 энергоблоков, в 2020 году последний из них подключён к сети.
Строится комплекс БРЕСТ-ОД-300 с опытным реактором со свинцовым теплоносителем и демонстрационным комплексом закрытого топливного цикла (то есть таким режимом эксплуатации ядерного топлива который позволяет сжигать не только редкий уран-235 но и гораздо более распространенный уран-238).
| Энергоблок | Тип              | Начало строительства | Подключение к сети | Ввод в эксплуатацию |
| --- | ---------------- | -------------------- | ------------------ | ------------------- |
| Белоярская АЭС-4 | БН-800           | 18.07.2006           | 10.12.2015         | 31.10.2016          |
| Академик Ломоносов | 2 × КЛТ-40       | 15.04.2007           | 19.12.2019         | 22.05.2020          |
| Калининская АЭС-4 | ВВЭР-1000/320    | 12.11.2007           | 24.11.2011         | 25.12.2012          |
| Нововоронежская АЭС-2-1 | ВВЭР-1200/392М   | 24.06.2008           | 05.08.2016         | 27.02.2017          |
| Ленинградская АЭС-2-1 | ВВЭР-1200/491    | 25.10.2008           | 09.03.2018         | 29.10.2018          |
| Нововоронежская АЭС-2-2 | ВВЭР-1200/392М   | 12.07.2009           | 01.05.2019         | 31.10.2019          |
| Ростовская АЭС-3 | ВВЭР-1000/320    | 15.09.2009           | 27.12.2014         | 17.09.2015          |
| Ленинградская АЭС-2-2 | ВВЭР-1200/491    | 15.04.2010           | 23.10.2020         | 22.03.2021          |
| Ростовская АЭС-4 | ВВЭР-1000/320    | 16.06.2010           | 02.02.2018         | 28.09.2018          |
| Курская АЭС-2-1 | ВВЭР-1300/510    | 29.04.2018           |                    | 2025-2026 (план)    |
| Курская АЭС-2-2 | ВВЭР-1300/510    | 15.04.2019           |                    | 2027-2028 (план)    |
| ОДЭК Северск | БРЕСТ-ОД-300     | 08.06.2021           |                    | 2028 (план)         |
| МПЭБ Баимский | 4 × 2 × РИТМ-200 | 30.08.2022           |                    | 2028 (план)         |
| Ленинградская АЭС-2-3 | ВВЭР-1200/491    | 14.03.2024           |                    | 2030 (план)         |
| Ленинградская АЭС-2-4 | ВВЭР-1200/491    | 20.03.2025           |                    | 2032 (план)         |
| По состоянию на март 2025 года. В таблице указаны только те блоки строительство которых начато в России и не отменено. В порядке даты начала строительства |                  |                      |                    |                     |

### Текущие планы строительства
По данным проекта Генеральной схемы размещения объектов электроэнергетики до 2042 года объем ввода в строй новых энергетических блоков АЭС в РФ планируется на уровне около 28,5 ГВт. Основное развитие предусматривается в ОЭС Центра — 8400 МВт. Здесь планируется строительство четырех блоков на Курской АЭС-2, двух — на Смоленской АЭС и одного — на Новоронежской АЭС-2. Ввод 5,015 ГВт будет осуществлен в ОЭС Урала. 5,32 ГВт — в ОЭС Сибири. 4,1 ГВт — в ОЭС Северо-Запада. 2,4 ГВт — в ОЭС Юга. Также 2,4 ГВт — в ОЭС Востока. Основной приоритет будет уделен проектам, запущенным ОЭС Сибири и Востока. Помимо указанного, запланировано строительство атомных станций на новых территориях, не связанных с ЕЭС, в частности, Якутской и Чукотской АСММ, а также МПЭБ для Баимского ГОКа.
| АЭС                                                                            | Энергоблок | Тип реактора | Мощность | Статус |
| ------------------------------------------------------------------------------ | ---------- | ------------ | -------- | --- |
| Якутская АСММ                                                                  | 1          | РИТМ-200     | 55 МВт   | Возведение городка строителей, завоз материалов и техники. |
| Якутская АСММ                                                                  | 2          | РИТМ-200     | 55 МВт   | Возведение городка строителей, завоз материалов и техники. |
| Смоленская АЭС-2                                                               | 1          | ВВЭР-оптим   | 1200 МВт | Подготовка площадки строительства, начало строительства первого блока запланировано на 2027 год. Пуск энергоблоков запланирован на 2033-2035 годы.                |
| Смоленская АЭС-2                                                               | 2          | ВВЭР-оптим   | 1200 МВт | Подготовка площадки строительства, начало строительства первого блока запланировано на 2027 год. Пуск энергоблоков запланирован на 2033-2035 годы.                |
| Белоярская АЭС                                                                 | 1          | БН-1200М     | 1220 МВт | Получено положительное заключение Росприроднадзора на размещение энергоблока, ведутся предпроектные работы. Начало строительства блока запланировано на 2027 год. |
| Кольская АЭС-2                                                                 | 1          | ВВЭР-600     | 600 МВт  | Выбрана площадка, проведены подготовительные изыскательные работы. Начать строительство планируется в 2028 году.                                                  |
| Кольская АЭС-2                                                                 | 2          | ВВЭР-600     | 600 МВт  | Выбрана площадка, проведены подготовительные изыскательные работы. Начать строительство планируется в 2028 году.                                                  |
| Курская АЭС-2                                                                  | 3          | ВВЭР-ТОИ     | 1255 МВт | Разработан план размещения энергоблоков, проведены общественные слушания.                                                                                         |
| Курская АЭС-2                                                                  | 4          | ВВЭР-ТОИ     | 1255 МВт | Разработан план размещения энергоблоков, проведены общественные слушания.                                                                                         |
| Приморская АЭС                                                                 | 1          | ВВЭР-1000    | 1000 МВт | |
| Приморская АЭС                                                                 | 2          | ВВЭР-1000    | 1000 МВт | |
| Южная АЭС                                                                      | 1          | ВВЭР-оптим   | 1200 МВт | Планируется к размещению в Ростовской области или Краснодарском крае.                                                                                             |
| Южная АЭС                                                                      | 2          | ВВЭР-оптим   | 1200 МВт | Планируется к размещению в Ростовской области или Краснодарском крае.                                                                                             |
| Хабаровская АЭС                                                                | 1          | ВВЭР-600     | 600 МВт  | |
| Хабаровская АЭС                                                                | 2          | ВВЭР-600     | 600 МВт  | |
| Нововоронежская АЭС-2                                                          | 3          | ВВЭР-оптим   | 1200 МВт | |
| По состоянию на март 2025 года В порядке планируемой даты начала строительства |            |              |          | |

Ранее существовали планы по строительству, но отсутствуют в Генеральной схеме размещения объектов электроэнергетики до 2042 года:
- Тверская АЭС
- Южно-Уральская АЭС (Челябинская область)
- Северская АЭС (Томская область)
- Татарская АЭС
- Башкирская АЭС
- Центральная АЭС (Костромская область)
- Нижегородская АЭС

### Балтийская АЭС
Балтийская АЭС строилась вблизи города Неман, в Калининградской области. Планировалось, что станция будет состоять из двух энергоблоков ВВЭР-1200. Строительство первого блока планировалось завершить в 2017 году, второго блока — в 2018 году.
23 мая 2013 года было принято решение о заморозке строительства.
В апреле 2014 года строительство станции было приостановлено.
Официально строительство станции было приостановлено приказом АО «Концерн Росэнергоатом» от 26.09.2018 № 9/1306-П «О приостановлении строительства Балтийской АЭС». По состоянию на 2018 год, готовность станции оценивалась в 12 %, в том числе энергоблока № 1 — 18 %, энергоблока № 2 — 2 %. В 2020 году был заключён договор на разработку проекта консервации построенных сооружений. Все работы по консервации планируется завершить в 2024 году, стоимость работ оценивается в 3 млрд рублей.

### Ленинградская АЭС-2
Является замещающей для Ленинградской АЭС. Первый энергоблок ЛАЭС-2 был сдан в эксплуатацию в октябре 2018 года, за 2 месяца до плановой окончательной остановки первого энергоблока ЛАЭС. Второй энергоблок ЛАЭС должен быть окончательно остановлен в декабре 2020 года. На октябрь 2020 года замещающий его второй энергоблок ЛАЭС-2 находится на этапе опытно-промышленной эксплуатации и уже подключён к единой энергосистеме России. У третьего и четвёртого блоков ЛАЭС действующая лицензия на эксплуатацию истекает в 2025 году. В 2020 году началась подготовка к строительству замещающих их мощностей.

### Курская АЭС-2
В апреле 2018 года стартовало строительство первого энергоблока, в апреле 2019 года — второго.

## Транспортная энергетика
В России строятся корабли и суда, оснащенные движителем, получающим энергию от ядерного реактора. Наиболее известные:
- Ледоколы проекта 22220. Построено 4, строится 2. Оснащены двумя реакторами РИТМ-200.
- Ледоколы проекта 10510. Строится 1. Оснащен двумя реакторами РИТМ-400.
- Подводные лодки проекта 885 «Ясень». Построено 5, строится 4. Оснащены одним реактором.
- Подводные лодки проекта 955 «Борей». Построено 8, строится 2. Оснащены одним реактором.

## Безопасность
Объекты использования атомной энергии (в том числе ядерные установки, пункты хранения ядерных материалов и радиоактивных веществ, пункты хранения радиоактивных отходов) в соответствии со статьёй 48.1 ГрК РФ относятся к особо опасным объектам.
По данным Концерна «Росэнергоатом», которые предоставлены в отчёте за 2018 год, за последние 20 лет на российских АЭС ни разу не зафиксировали нарушения безопасности, которые по Международной шкале ИНЕС квалифицировались бы выше 1-го уровня (Аномалия).
Надзор за безопасностью российских АЭС осуществляет Ростехнадзор. Также это проверяют международные организации, например ВАО АЭС (Всемирная ассоциация организаций эксплуатирующих атомные электростанции) и другие.
Охрана труда регламентируется следующими документами:
1. Правила охраны труда при эксплуатации тепломеханического оборудования и тепловых сетей атомных станций ОАО «Концерн Энергоатом». СТО 1.1.1.02.001.0673-2006

Ядерная безопасность регламентируется следующими документами:
1. Общие положения обеспечения безопасности атомных станций. НП-001-15
2. Правила ядерной безопасности реакторных установок атомных станций. ПБЯ РУ АС-89 (ПНАЭ Г — 1 — 024 — 90)

Радиационная безопасность регламентируется следующими документами:
1. Санитарные правила проектирования и эксплуатации атомных станций (СП АС-03)
2. Основные правила обеспечения радиационной безопасности (ОСПОРБ-99/2010)
3. Правила радиационной безопасности при эксплуатации атомных станций (ПРБ АС-99)
4. Нормы радиационной безопасности (НРБ-99/2009)
5. Федеральный закон «О санитарно-эпидемиологическом благополучии населения».

По итогам 2018 года, доля российских АЭС в объёме загрязняющих веществ, которые выбрасываются в атмосферу всеми предприятиями России, составляет менее 0,01 %. Доля загрязнения сточных вод от деятельности АЭС составляет 0,03 %, по сравнению с 3,5-4 % от других предприятий РФ. Более 99 % воды, которая забирается АЭС на обеспечение своей деятельности, возвращаются обратно в источник. Расходы АЭС в России на охрану окружающей среды в 2018 году составили 4,253 млрд рублей (отчёт Концерна «Росэнергоатом» за 2018 год).
Росатом реализует федеральный проект «Создание инфраструктуры, обеспечивающей безопасное обращение с отходами I—II классов опасности» (в рамках национального проекта «Экология»). Реализация проекта предполагается в 2019—2024 гг. Он подразумевает переоборудование и модернизацию существующих объектов по уничтожения химоружия (в 2017 года Россия прекратила эту деятельность), в комплексы по утилизации чрезвычайно и высокоопасных отходов. Финансирование бюджета будет выделено на комплексы «Марадыковский» (Мирный), «Камбарка», «Щучье» и «Горный». Предполагается строительство ещё трёх объектов в регионах, пока площадки не определены.

## Международные проекты России в атомной энергетике
Атомная промышленность России насчитывает более чем 250 предприятий и организаций (крупнейшее — Атоммаш в г. Волгодонск), в которых занято свыше 190 тыс. человек.
Россия активно экспортирует услуги по строительству и обслуживанию ядерных энергоблоков, поставкам топлива и расщепляющихся материалов и имеет крупные комплексные контракты в области атомной энергетики с Бангладеш, Белоруссией, Индией, Ираном, Китаем, Турцией, Финляндией, ЮАР и с рядом стран Восточной Европы. Вероятны комплексные контракты в проектировании, строительстве атомных энергоблоков, а также в поставках топлива с Аргентиной, Нигерией. Ведутся переговоры (на 2010) о совместных проектах по разработке урановых месторождений с Монголией.
На конец 2021 года Россия ввела в строй 8 энергоблоков: в Иране (АЭС Бушер: Бушер-1), Китае (Тяньваньская АЭС: Тяньвань-1, Тяньвань-2, Тяньвань-3, Тяньвань-4), Индии (АЭС Куданкулам: Куданкулам-1, Куданкулам-2) и Белоруссии (1-й на БелАЭС);
ёще 14 энергоблоков строится в Белоруссии, Иране, Индии, Бангладеш (на АЭС Руппур), Турции (на АЭС «Аккую»), Китае.
Достройка двух блоков АЭС «Белене» в Болгарии отменена в 2012 году; в 2016 году был отменён проект строительства станции Ниньтхуан во Вьетнаме, в 2018 году отменён проект строительства АЭС в Иордании.
В настоящее время Росатому принадлежит 40 % мирового рынка услуг по обогащению урана и 17 % рынка по поставке ядерного топлива для АЭС.
Осенью 2022, по подсчётам издания Finanсial Times, из 52 реакторов, строящихся на этот момент за пределами России, 21 базируется на российских технологиях. Среди стран, использующих российские атомные технологии были названы Китай, Индия и Турция, Бангладеш и Египет. Председатель Британской ассоциации атомной промышленности Тим Стоун заявил, что причиной широкого применения российских атомных технологий было их активное продвижение российским правительством и государственная поддержка данных программ.
Согласно New York Times, «Росатом» был третьим по величине поставщиком урана в Европе в 2021 году, на его долю приходилось 20 % поставок. Было отмечено, что в пяти странах Евросоюза действуют реакторы исключительно российского производства. Кроме того, в ближайшее время планируется ввести в эксплуатацию еще два реактора в Словакии и два строятся в Венгрии, что укрепляет партнерские отношения с Росатомом на длительный срок. По оценке издания, Россия через компанию «Росатом» доминирует в глобальной цепочке ядерных поставок: страна контролирует 38 % мировой конверсии урана и 46 % мощностей по обогащению урана. По данным Международного энергетического агентства, атомная энергетика США получает до 20 % обогащенного урана для собственных нужд из России, а Франция импортирует из России 15 % ядерного топлива для своих нужд. По приведенной оценке, «Росатом» оказался исключительно успешным не только в качестве коммерческого предприятия, но и как средство российского политического влияния. Его господство эксперты связали с так называемым «универсальным ядерным магазином» — возможностью предоставить странам комплексный пакет услуг: материалы, обучение, поддержку, техническое обслуживание, утилизацию ядерных отходов, вывод из эксплуатации и финансирование на выгодных условиях.
В апреле 2025 года спецпредставитель президента РФ Борис Титов сообщил, что Россия строит более 10 атомных энергоблоков за рубежом. По данным Норвежского института международных отношений, постоянно увеличивающийся ядерный портфель Кремля, включающий в себя  строительство реакторов, поставку топлива и другие услуги в этой сфере, охватывает 54 страны.